# Телебачення зі стандартною роздільною здатністю
Телеба́чення зі станда́ртною розді́льною зда́тністю (SDTV) (від англ. Standard-definition television — телебачення стандартної чіткості) — тип телевізійної системи, що забезпечує меншу роздільну здатність, ніж HDTV, але вищу, ніж у звичайного аналогового телебачення. Двома найпоширенішими типами сигналу в SDTV є 576i, успадкований від європейських систем PAL і SECAM, та 480i, що базується на американській системі NTSC.
Поліпшена роздільність зображення, в порівнянні з аналоговим мовленням, забезпечується насамперед тим, що при цифровій передачі відсутні шум і повторні зображення. Однак, телебачення стандартної чіткості далеке до телебачення високої чіткості в плані візуальної й звукової якості.

## Стандарти
| Формат    | Роздільність | Співвідношення сторін |
| PAL 4:3   | 704×576      | 12:11                 |
| PAL 4:3   | 720×576      | 12:11                 |
| PAL 16:9  | 704×576      | 16:11                 |
| PAL 16:9  | 720×576      | 16:11                 |
| NTSC 4:3  | 704×480      | 10:11                 |
| NTSC 4:3  | 720×480      | 10:11                 |
| NTSC 16:9 | 704×480      | 40:33                 |
| NTSC 16:9 | 720×480      | 40:33                 |